# Ordine di Tahiti Nui
L'Ordine di Tahiti Nui è un ordine cavalleresco concesso dalla Polinesia francese.

## Storia
L'Ordine è stato fondato il 5 giugno 1996.

## Classi
L'Ordine dispone delle seguenti classi di benemerenza:
- Cavaliere di Gran Croce (limitata a 10 membri)
- Commendatore (limitata a 40 membri)
- Ufficiale (limitata a 100 membri)
- Cavaliere (limitata a 300 membri)

| Nastri    |           |              |                         |
| Cavaliere | Ufficiale | Commendatore | Cavaliere di Gran Croce |

## Insegne
- Il distintivo ha la forma di una croce a quattro braccia smaltata di rosso e con una sfera alle estremità; la croce è sovrapposta a una corona di fiori smaltata di verde e bianco. Il dritto della croce raffigura lo stemma della Polinesia francese, il rovescio la scritta in rilievo "Ordre de Tahiti Nui".
- Il nastro è bianco con bordi rossi.